# Europees Landbouwfonds voor Plattelandsontwikkeling
Het  Europees Landbouwfonds voor Plattelandsontwikkeling of LEADER (van het Franse Liaison Entre Actions de Développement de l’Economie Rurale) is een van de Europese Unie voor plattelandsontwikkeling. In regio's die erkend worden als LEADER-regio's kunnen bepaalde projecten voor plattelandsontwikkeling worden gesubsidieerd.